# هيرمان لاي
هيرمان لاي (بالإنجليزية: Herman Lay)‏ هو شخصية أعمال أمريكي، ولد في 3 يونيو 1909 في تشارلوت في الولايات المتحدة، وتوفي في 6 ديسمبر 1982 في دالاس في الولايات المتحدة.